# Vankiva församling
Vankiva församling är en församling i Göinge kontrakt i Lunds stift. Församlingen ligger i Hässleholms kommun i Skåne län och ingår i Bjärnums pastorat.

## Administrativ historik
Församlingen har medeltida ursprung. En del av församlingen utbröts 1 maj 1910 till den då nybildade Hässleholms församling.
Församlingen var till 1962 moderförsamling i pastoratet Vankiva och Ignaberga. Från 1962 till 2014 var den annexförsamling i pastoratet Norra Åkarp och Vankiva. Från 2014 ingår församlingen i Bjärnums pastorat.

## Kyrkor
- Vankiva kyrka